# Marco Cornero
Marco Corner(o) of Cornaro (Venetië, 1482 – aldaar, 24 juli 1524) was een prelaat uit de republiek Venetië. Hij werkte mee aan de commerciële belangen van de familie Cornero op Cyprus en Kreta. Hij was bisschop van Famagusta, Limasol, en Padua, apostolisch administrator van Verona en Nardò, alsook kardinaal (1500-1524). In titel was hij Latijns patriarch van Constantinopel (1506-1507 en 1521-1524) en titulair abt.

## Levensloop

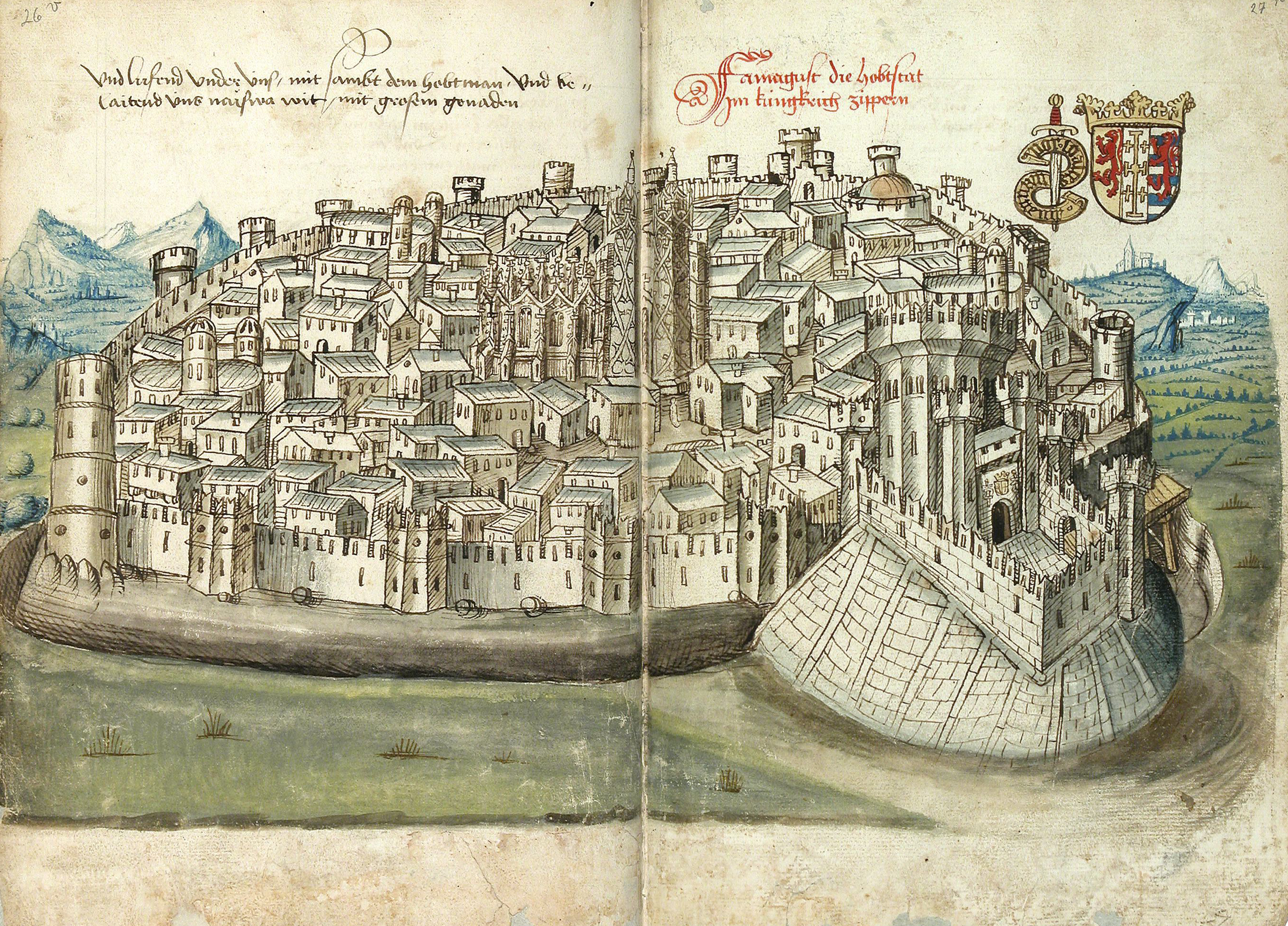
Famagusta op Cyprus

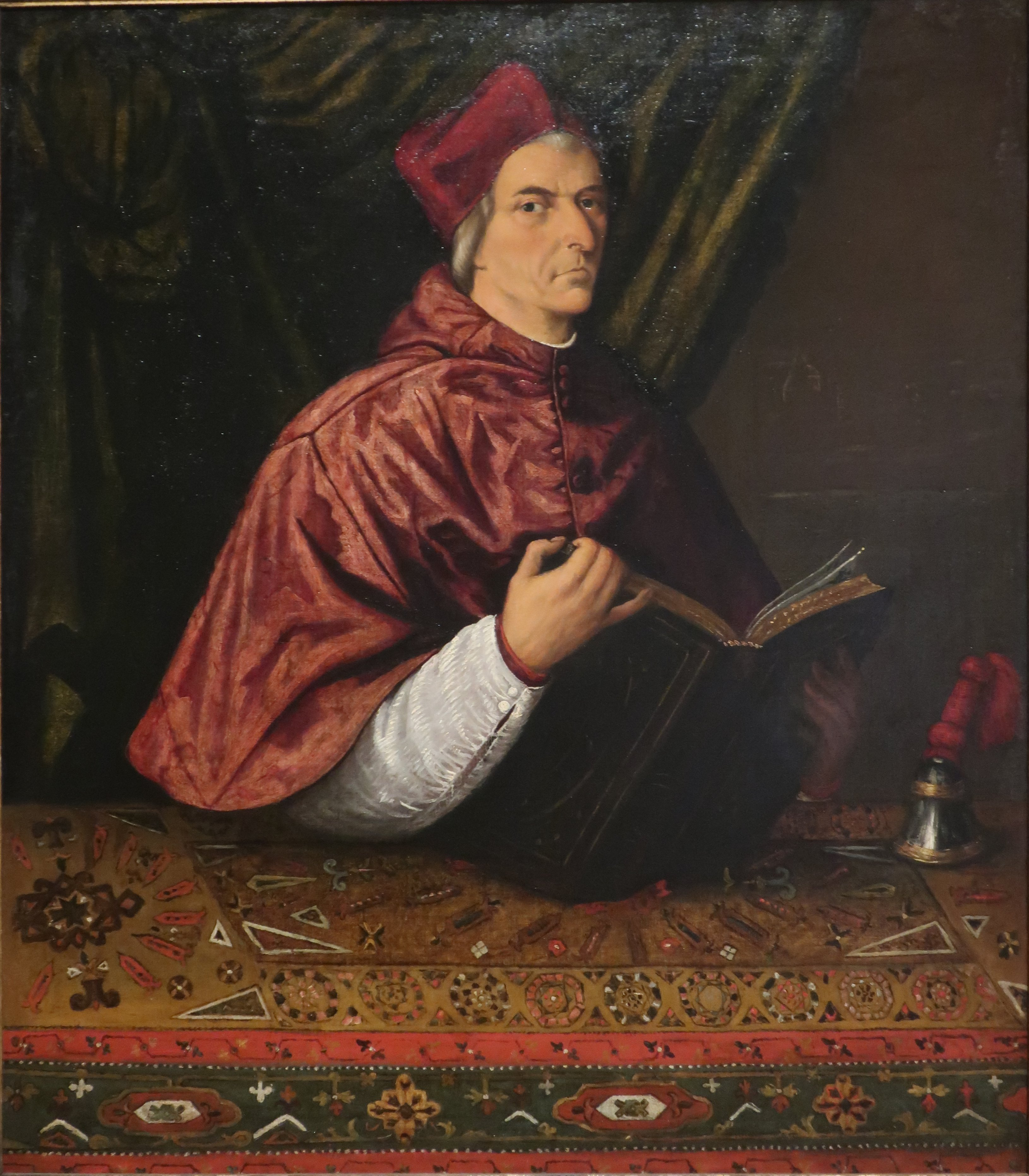
Zijn rivaal, kardinaal Grimani, ook Venetiaan

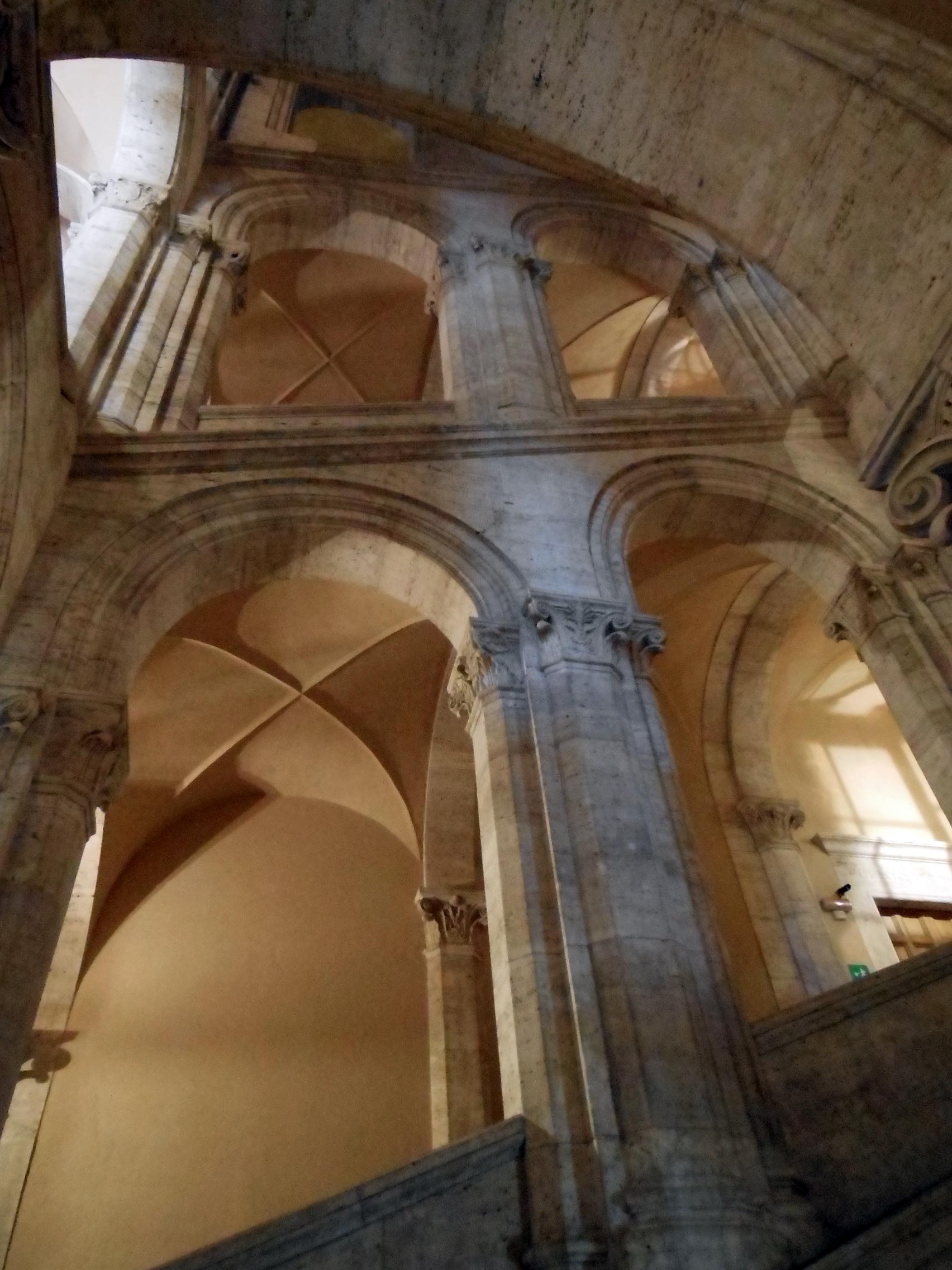
Palazzo Venezia in Rome

### Kardinaal-diaken
Cornero groeide op in een van de heersende patriciërsfamilies van Venetië. Zijn ouders waren ridder Giorgio Cornero en Elisabetta Morosini di Francesco. Cornero was een van de elf kinderen van het echtpaar. Cornero begon als tiener zijn kerkelijk carrière in de Roomse kerk; zijn eerste ambt was apostolisch protonotaris. In het jaar 1500 werd Cornero – 18 jaar oud – kardinaal. Hij werd kardinaal-diaken van Santa Maria in Portico in Rome (1500-1513). Zijn familie betaalde 15.000 dukaten voor de kardinaalshoed.
Vruchteloos probeerde kardinaal Cornero een kerkelijk ambt op Rhodos te bekomen, doch rivaliserende families sneden hem de pas af. Hij werd dan maar kanunnik in Padua, op het vasteland van de Republiek Venetië, en titulair abt bij de benedictijnen van San Zeno buiten-de-muren van Verona (ook Republiek Venetië). Hij combineerde dit met studies aan de universiteit van Padua, doch behaalde geen diploma.
In 1503 verkoos het bisdom Cremona hem tot bisschop doch Cornero weigerde. Hij verkoos apostolisch administrator (plaatsvervangend bisschop) te zijn in Verona (1503-1524), dat meer opbrengsten had dan Cremona. Kardinaal Cornero verhuisde naar Rome, met een hofhouding van 60 personen. Na de pausverkiezing van Julius II werd hij benoemd tot bisschop van Famagusta op Cyprus, een kolonie van Venetië. In 1504 trad hij af als bisschop van Famagusta. De relaties tussen Julius II en de Republiek Venetië verslechterden. Bovendien brak de pest uit in Latium. Cornero keerde terug naar Verona, waar hij de kathedraal liet restaureren. Nadien verbeterden de relaties tussen de paus en Venetië. Cornero pendelde opnieuw tussen Rome en Verona. Met het oog op goede relaties met Venetië verkreeg Cornero de titel van Latijns patriarch van Constantinopel (1506-1507), iets wat slechts één jaar deed. Hij werd titulair abt van de abdij Cerreto di Crema en ambassadeur van de Heilige Stoel (1508-1414). Hij reisde naar het kasteel van Blois voor onderhandelingen met het Franse hof.
In 1513 wisselde de kardinaal van titelkerk in Rome. Hij werd kardinaal-diaken van Santa Maria in Via Lata (1513-1523). In 1513 werd hij eveneens kanselier van het bisdom Nicosia in Cyprus, wat een invloedrijke bestuurspost was van het bisdom en van het eiland. In Cyprus trad hij toe tot het bestuur van de Ridderorde van Sint-Jan van Jeruzalem. Van 1514 tot 1516 was kardinaal Cornero bisschop van Limasol. In al deze posten op Cyprus bleef hij de belangen van zijn familie en de Republiek Venetië behartigen. De goede relaties tussen paus Julius II en Venetië waren voor een groot deel zijn werk. Hij verkreeg pauselijke instemming voor aanwezigheid van een grote Venetiaanse troepenmacht op het Italiaanse vasteland. Hij was ook titulair bisschop van Constanti, in het bisdom Tarragona in Spanje (1514).
In 1517 volgde zijn eerste formele bisschopsbenoeming die hij effectief uitoefende: hij werd bisschop van Padua. Dit bisschopsambt, nog lucratiever dan Verona, verwierf hij omwille van zijn steun aan de familie de' Medici en paus Leo X de' Medici. Dat hij openlijk partij koos voor de'Medici en dus voor Toscane, was het gevolg van een zwaar conflict met kardinaal Grimani. Grimani was ook Venetiaan en was in Rome zijn superieur. Cornero vervolgde zijn carrière als bisschop van Padua. Als kardinaal was Cornero werkzaam in de Commissie van Oorlog met de Ottomanen en in een onderzoekscommissie over het lutheranisme. Aan dit laatste besteedde hij weinig tijd. Hij verwierf de titel van aartspriester van de Sint-Pietersbasiliek (1520) en bestuurde het bisdom Nardò in Italië (1520-1524). Hij droeg de titel van protodiaken van het College van Kardinalen (1520-1523), een protocollair belangrijk ambt voor een Venetiaan aan het pauselijk hof.
In 1522 verkozen de kardinalen in conclaaf Adrianus VI tot paus. Adrianus VI was hoogleraar aan de universiteit van Leuven in de Nederlanden. Kardinaal-protodiaken Cornero kondigde de verkiezing van Adrianus VI aan aan het volk van Rome. Hij kroonde paus Adrianus VI met de tiara in de Sint-Pietersbasiliek van het Vaticaan. Hij kroonde ook paus Clemens VII in 1523. In 1521 werd Corneo andermaal titulair patriarch van Constantinopel en dit tot zijn dood in 1524. Hij was intussen titulair abt geworden van nog meer abdijen: van de abdij Santa Trinità van Verona, de abdij van Carrara, de abdij van Vidor, de abdij van San Gervaso in Brescia, een abdij ergens in Cyprus en nog een abdij in Tarragona.

### Kardinaal-priester
In 1523 werd hij kardinaal-priester van de San Marcobasiliek in Rome, de pleisterplek van de Venetianen in Rome. Cornero kreeg van de paus het bijhorende paleis van San Marco of Palazzo Venezia erbij. Doch bij dit kardinaal-priesterschap hoorde een priesterwijding. Clemens VII wijdde Cornero tot priester in 1524.

### Kardinaal-bisschop in Rome
De priesterwijding was een opstap naar een bisschopswijding in Rome: hij was bisschop van het suburbicair bisdom Albano (mei 1524 – juni 1524) en van Palestrina (juni 1524 – juli 1524). In juli 1524 reisde hij met spoed van Rome naar Venetië om zijn zieke vader te bezoeken. Hij stierf bij aankomst in Venetië. 
Cornero werd begraven in de basiliek van San Giorgio Maggiore in Venetië (1524); zijn graf werd later overgebracht naar de San Marco basiliek, meer bepaald in de zijkapel van San Salvatore (1570).
- Gemeinsame Normdatei: 123451035
- International Standard Name Identifier: 0000 0000 2320 7670
- Système universitaire de documentation: 162314833
- Virtual International Authority File: 47669323
- WorldCat: E39PBJxCCvKvHMyW6cFGVt9JjC